# Brloška Dubrava
Brloška Dubrava je osada v Chorvatsku ležící v Licko-senjské župě. Administrativně patří k městu Otočac. Nachází v údolí řeky Gacka, která je ohraničena pohořími Velebit a Mala Kapela.

## Obyvatelstvo
V osadě Brloška Dubrava v roce 2001 žilo jen 63 obyvatel, ale ještě před válkou v Jugoslávii jich bylo 206 (v roce 1991). Dne 24. září 1991 zde došlo k masakru místního obyvatelstva.

## Doprava
Přes katastrální území osady vede dálnice A1 a dálniční odpočívadlo Brloška Dubrava.